# لوسينة بنسلفانية
لوسينة بنسلفانية (الاسم العلمي:Lucina pensylvanica) هي نوع من الحيوانات تتبع جنس اللوسينة من فصيلة اللوسينات.